# 20054 Lágrimaríos
20054 Lágrimaríos è un asteroide della fascia principale. Scoperto nel 1993, presenta un'orbita caratterizzata da un semiasse maggiore pari a 2,684851 UA e da un'eccentricità di 0,081764, inclinata di 2,829425° rispetto all'eclittica. Ha un diametro di 4,258 km, un periodo di rotazione di 10,058 ore e un'albedo di 0.323.